# Leuctra laura
Leuctra laura är en bäcksländeart som beskrevs av Hitchcock 1969. Leuctra laura ingår i släktet Leuctra och familjen smalbäcksländor. Inga underarter finns listade i Catalogue of Life.